# Ефремов, Андрей Фёдорович
Андре́й Фёдорович Ефре́мов (1881—1950) — русский офицер, герой Первой мировой войны, участник Белого движения на Юге России.

## Биография
Из мещан. Уроженец Астраханской губернии. Общее образование получил дома.
В 1907 году окончил Казанское пехотное юнкерское училище, откуда выпущен был подпоручиком в 205-й пехотный резервный Измаильский полк.
17 июля 1910 года переведен в 56-й пехотный Житомирский полк, а 18 октября того же года — в 13-й стрелковый полк. Произведен в поручики 14 декабря 1910 года, в штабс-капитаны — 21 ноября 1914 года. В Первую мировую войну вступил в рядах 13-го стрелкового полка. Удостоен ордена Св. Георгия 4-й степени
За то, что 24 января 1915 года в бою у высоты 706 в районе Лутовиска, командуя ротой, бросился в штыки на окопы противника, захватил действующий пулемет и взял в плен 2-х офицеров и 150 нижних чинов.
Произведен в капитаны 26 апреля 1916 года. В 1917 году успешно окончил 3-x месячные подготовительные курсы Николаевской военной академии. Причислен к Генеральному штабу приказом ГШ от 23 марта 1918 года, переведен в Генеральный штаб приказом Всероглавштаба от 27 июня того же года. Был назначен помощником начальника разведывательного отделения Северного участка.
В Гражданскую войну участвовал в Белом движении в составе Вооруженных сил Юга России. С 22 июля 1919 года — в штабе 2-го армейского корпуса, с 8 октября того же года — причислен к Генеральному штабу. Участвовал в Бредовском походе. 20 июля 1920 года эвакуировался в Югославию. Полковник.
В эмиграции в Парагвае. Скончался в 1950 году в Энкарнасьоне. Был женат.

## Награды
- Орден Святого Георгия 4-й ст. (ВП 9.09.1915)
- Орден Святой Анны 3-й ст. с мечами и бантом (ВП 2.10.1916)